# Byron Nelson
Pour les articles homonymes, voir Nelson.
Byron Nelson (4 février 1912 - 26 septembre 2006) est un joueur de golf professionnel américain, surnommé « Le Lord Byron du golf ».

## Biographie
Né en 1912 sur la ferme familiale à Waxahachie, Texas, Byron Nelson fait ses débuts comme caddie en 1922 au club Glen Garden de Fort Worth, Texas.
En 1937, il remporte le Tournoi des Maîtres et termine cinquième à l’omnium britannique. Il remporte l’omnium des États-Unis en 1939, puis le championnat de la PGA en 1940. Il est vainqueur à nouveau du Tournoi des maîtres en 1942.
En 1944-1945, il devient « l’un des meilleurs joueurs de l'histoire » selon Arnold Palmer. Il remporte 31 des 45 tournois auquel il participe durant ces deux années, dont 11 tournois d’affilée en 1945, record toujours inégalé, et remporte à nouveau le championnat de la PGA.
Connu comme un gentilhomme et considéré comme le père de l’élan moderne au golf, il prend sa retraite sportive à 34 ans, en 1946, et retourne à son ranch du Texas.
Il est retrouvé mort par son épouse à sa demeure de Roanoke, près de Dallas, le 26 septembre 2006.